# Imreh Zsigmond
Imreh Zsigmond (Illyefalva, 1900. szeptember 26. – Miskolc, 1965. március 23.) festőművész. Miskolcon alkotott.

## Élete, munkássága
Imreh Zsigmond a Háromszék megyei Illyefalván született sokgyermekes családba. Apja tanító volt Kolozsvárott, ő is ott végezte a gimnáziumot. 1918-ban – Kolozsvár ösztöndíjasaként – felvételizett a Képzőművészeti Főiskolára, ahol eleinte Balló Ede, majd Vaszary János volt a mestere. Évfolyamtársa volt többek között Barcsay Jenő és Miháltz Pál. Tehetségesnek ismerték el, Barcsay szerint „Vaszary mindig őt említette előttünk példaképpen … Kiváló színérzéke volt”. Mesterei ellenére festészete a posztnagybányai irányzatba sorolható, Vaszary kritizálta is ezért. A főiskolán a művész szak után a tanári oklevelet is megszerezte, tíz évet töltött a főiskolán. 1924-ben végzett, ami után négy évig a főiskolán maradt ösztöndíjas tanársegédként. Már főiskolai tanulmányai alatt sikeresen szerepelt pályázatokon, a főiskola növendékei számára, a Műcsarnokban rendezett kiállításon elnyerte a Magyar Akvarell- és Pasztellfestők Egyesületének nagydíját, és kétszer is megkapta a Szinyei Merse Pál Társaság ösztöndíját.
A főiskola után Miskolcra költözött, és tanári állást vállalt a Lévay József Református Fiúgimnáziumban, illetve a Fráter György Katolikus Gimnáziummal való egyesülés (1953) után a Földes Ferenc nevét felvevő gimnáziumban. 1961-ig tanított a gimnáziumban. Szerény, félrehúzódó ember volt, a miskolci művésztársasággal eleinte nemigen találta meg a segítő kapcsolatot. Annál nagyobb lendülettel vágott bele az oktatásba, új ízlésre, műveltebb látásmódra tanította a diákokat. Közben rajz szakfelügyelő és két éven át az iskola igazgatója is volt. Nyugalomba vonulásakor érdemei elismeréséül megkapta az oktatásügy kiváló dolgozója kitüntetést. Festőként sok időt töltött a természetben, és a miskolci városrészletek is témái közé tartoztak. A pasztell technikával már főiskolás korában eljegyezte magát, szinte élete végéig így készítette képeit, s a technika kimagasló hazai mestere lett. Olajképe alig van. Alkotásai terén két esetben is nagy kár érte: 1944-ben a műtermében levő anyaga pusztult el, 1956-ban életművének legfontosabb darabjai vesztek oda a Fényes Adolf teremben.
1931-ben épült fel lakóháza Kós Károly terve alapján. Ez az épület (Kós-ház) ma az Észak-magyarországi Építőművész Szövetség és a Miskolci Városszépítő Egyesület székháza. Műtermes lakást csak 1960-ban kapott, ahol megfelelő körülmények között dolgozhatott. Ez azonban gyakorlatilag már későn jött nyugalom volt, élete végén betegségek gyötörték, és hosszú szenvedés után 1965. március 23-án hunyt el. A Napjaink című folyóirat így írt róla: „Érzékenység és ízlés, az arányok ismerete, a nagyság feltétlen elismerése, s a kutatószenvedély: ezek emberi és festői jellemvonásai”.
Imreh Zsigmond sokat tett a miskolci képzőművészeti élet megújításáért, különösen a második világháború után küzdött sokat a művészeti élet újjászervezéséért. Miskolci oktató és szervező munkája mellett folytatta művészi tevékenységét is, és színelméleti kérdésekkel foglalkozott, a színek rendszere és esztétikai hatásuk közötti összefüggéseket kutatta, az Oswald-féle színharmónia-rendszert gondolta tovább. Ilyen irányú tanulmányt jelentetett meg, és – nem csak ezzel – generációk számára mértéket jelentő művész-tanárrá vált. Miskolctapolcán utcát neveztek el róla.

## Válogatott egyéni kiállításai
- 1932 – Miskolc (Brucker Gizellával)
- 1946 – Miskolc (Palcsó Dezsővel)
- 1956 – Fényes Adolf Terem, Budapest (a kiállítási anyag megsemmisült)
- 1975 – Kohász Galéria, Miskolc
- 1975 – Életmű-kiállítás, Miskolci Galéria, Miskolc

## Válogatott csoportos kiállításai
- 1934 – Lévay József Közművelődési Egyesület jubileumi kiállítása, Miskolc
- 1936 – A „Miskolci Hét” képzőművészeti kiállítása
- 1937 – Magyar Képírók Kiállítása, Nemzeti Szalon, Budapest
- 1941 – Turul Szépmíves Céh I. kiállítása, Miskolc
- 1941 – Turul Szépmíves Céh II. kiállítása, Miskolc
- 1943 – Öt miskolci művész, Korona Szálló, Miskolc
- 1945 – Borsod-miskolci Képzőművészeti Szabad Szakszervezeti kiállítás, Miskolc
- 1950 – Miskolci képzőművészek kiállítása, Borsod-Miskolci Múzeum, Miskolc
- 1952 – Miskolci festőművészek kiállítása, Fényes Adolf Terem, Budapest
- 1954 – Vidéken élő képzőművészek kiállítása, Ernst Múzeum, Budapest
- 1955 – Magyar Képzőművészek és Iparművészek Szövetsége Borsod-Abaúj-Zemplén megyei Munkacsoporjának V. kiállítása, Miskolc
- 1955 – VI. Magyar Képzőművészeti Kiállítás, Műcsarnok, Budapest
- 1956 – II. Miskolci Országos Képzőművészeti Kiállítás, Miskolc
- 1957 – Miskolci Országos Grafikai Kiállítás, Miskolc
- 1959 – V. Miskolci Országos Képzőművészeti Kiállítás, Miskolc
- 1960 – Borsod-Abaúj-Zemplén megyei Pedagógus Képzőművészek kiállítása, Miskolc
- 1960 – Miskolci Országos Képzőművészeti Kiállítás, Miskolc

## Művei közgyűjteményekben
- Borsod-Abaúj-Zemplén megye önkormányzata
- Herman Ottó Múzeum, Miskolc
- Magyar Nemzeti Galéria, Budapest